# Stora Trehörningen, Västergötland
Stora Trehörningen är en sjö i Laxå kommun i Västergötland. Sjön är 29 meter djup, har en yta på 1,59 kvadratkilometer och befinner sig 153,1 meter över havet. Vid provfiske har abborre, gädda och mört fångats i sjön.

## Delavrinningsområde
Stora Trehörningen ingår i det delavrinningsområde (651275-142866) som SMHI kallar för Utloppet av Stora Trehörningen. Medelhöjden är 176 meter över havet och ytan är 17,65 kvadratkilometer. Det finns inga avrinningsområden uppströms utan avrinningsområdet är högsta punkten. Vattendraget som avvattnar avrinningsområdet har biflödesordning 3, vilket innebär att vattnet flödar genom totalt 3 vattendrag innan det når havet efter 204 kilometer. Avrinningsområdet består mestadels av skog (89 %). Avrinningsområdet har 1,84 kvadratkilometer vattenytor vilket ger det en sjöprocent på 10,4 %.

## Bildgalleri

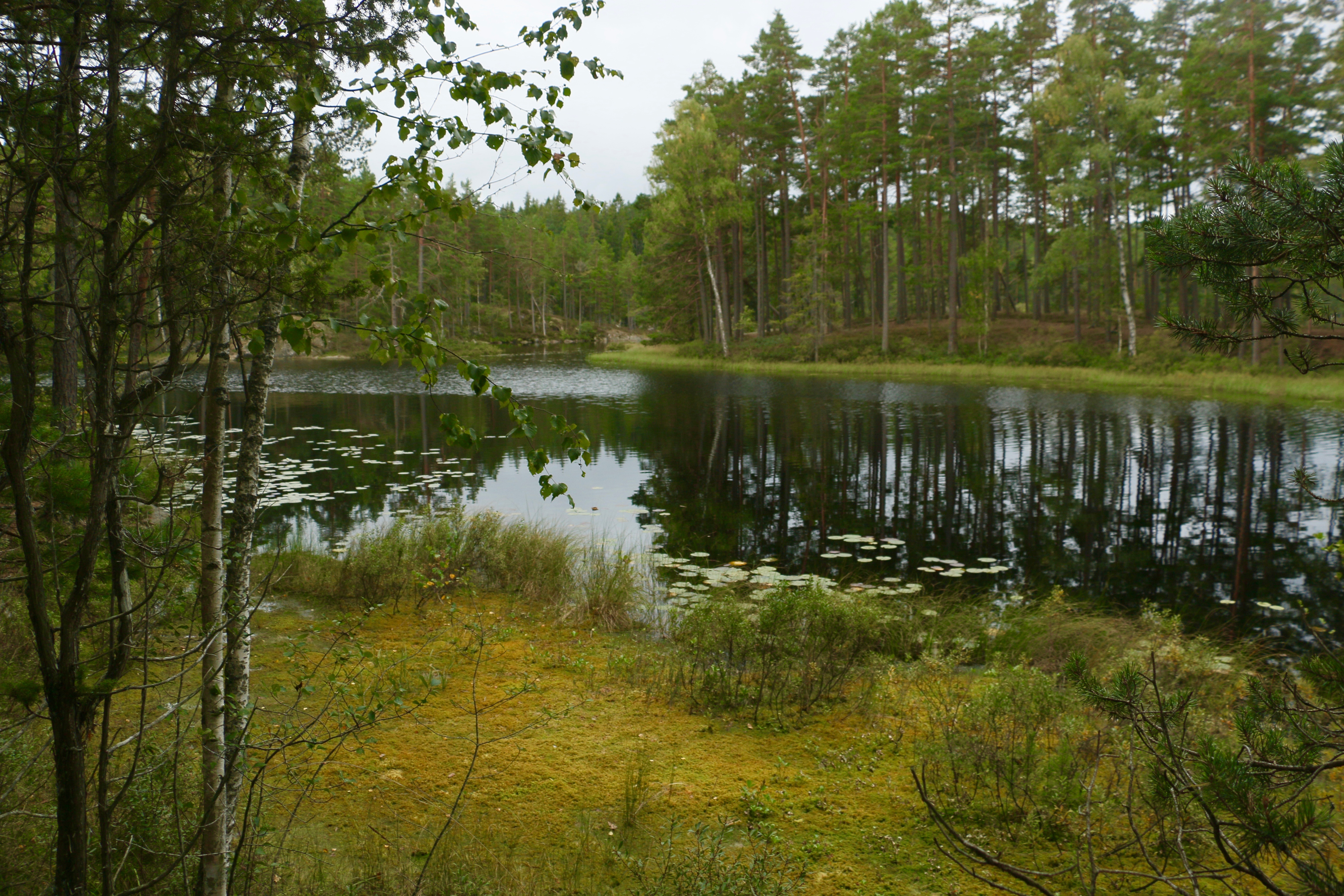
Östgötaviken.
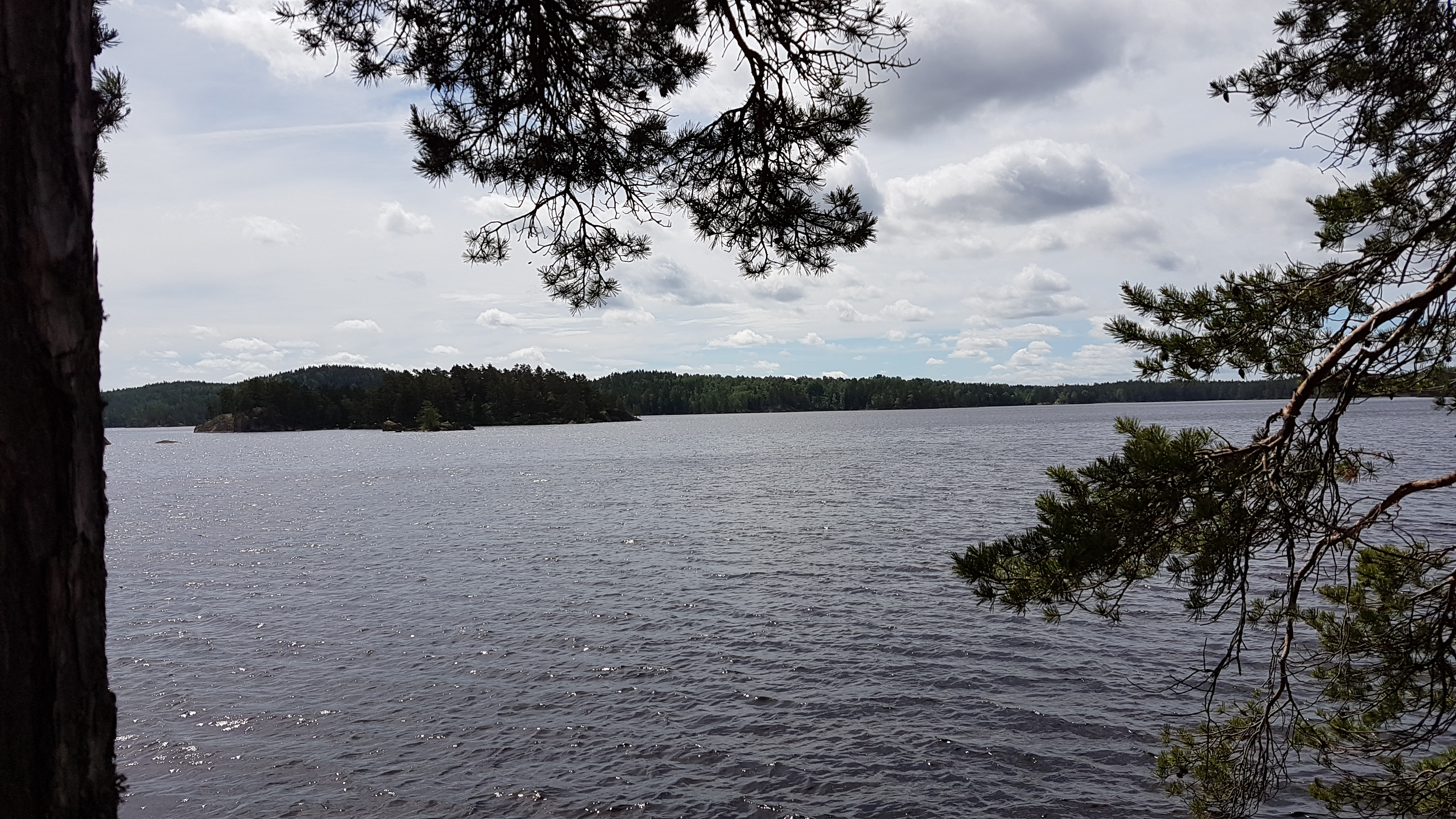
Vitasand.